# Hypsicera flaviceps
Hypsicera flaviceps är en stekelart som först beskrevs av Julius Theodor Christian Ratzeburg 1852.  Hypsicera flaviceps ingår i släktet Hypsicera och familjen brokparasitsteklar. Arten är reproducerande i Sverige. Inga underarter finns listade i Catalogue of Life.